# 글렌우드 공립 초등학교
시드니 글렌우드 공립 초등학교(Sydney Glenwood Public School)는 오스트레일리아 뉴 사우스 웨일스 주 시드니의 공립 초등학교이다. 1981년 첫 개교되었다.